# 李最
李最（1918年—？），男，原籍陕西渭南，生于陕西西安，中国话剧表演艺术家，曾任中国戏剧家协会理事。